# Dardanos
Dardanos (gr. Δάρδανος Dárdanos, łac. Dardanus) – w mitologii greckiej i rzymskiej król Dardanii, protoplasta Trojan.
Uchodził za syna Zeusa i Elektry oraz za brata Jazjona. Według rzymskiej wersji mitu był natomiast synem etruskiego władcy Korytosa (Korytusa).
Mieszkał na Samotrace (lub w Arkadii), skąd po śmierci swego brata wywędrował do Frygii. Tam poślubił córkę króla Teukrosa, Batieję (Arisbe), a także otrzymał od niego część królestwa, gdzie założył miasto nazwane jego imieniem. Ze związku z Batieją miał synów Erichtoniosa i Ilosa oraz, według niektórych wersji mitu, trzeciego syna, Zakyntosa i córkę Idaję.